# Aeroportul Internațional Milwaukee Mitchell
Aeroportul Internațional Milwaukee Mitchell (IATA: MKE, ICAO: KMKE, FAA LID: MKE) este un aeroport din Milwaukee, Comitatul Milwaukee, Wisconsin, Wisconsin, Statele Unite ale Americii ce deservește zona Milwaukee. Aeroportul a fost tranzitat în 2023 de 6.015.731 de pasageri. A fost deschis în 1920 și numit după Billy Mitchell⁠(d).
Situat la o altitudine de 220 m, aeroportul dispune de 5 piste. Este operat de Comitatul Milwaukee, Wisconsin.

## Infrastructură

### Piste
Aeroportul dispune de 5 piste: 
- pista 01L/19R din asfalt, cu dimensiunile 9.990 picioare × 200 picioare
- pista 01R/19L din asfalt, cu dimensiunile 4.183 picioare × 150 picioare
- pista 07L/25R din asfalt, cu dimensiunile 4.800 picioare × 100 picioare
- pista 07R/25L din asfalt, cu dimensiunile 8.300 picioare × 150 picioare
- pista 13/31 din asfalt, cu dimensiunile 5.535 picioare × 150 picioare